# Балич, Мирсад
Мирсад Балич (сербохорв. Mirsad Baljić / Мирсад Баљић, 4 марта 1962, Сараево) — югославский боснийский футболист, игравший на позиции защитника.

## Карьера

### Клубная
Первые шаги в футболе делал в составе ФК «Железничар». Некоторое время должен был пропустить тренировки из-за проблем со здоровьем. Дебютировал за основную команду в сезоне 1979/1980, к 1989 году отыграл 189 матчей и забил 20 голов. Дошёл с клубом до полуфинала Кубка УЕФА, в котором «Железничар» проиграл венгерскому «Фехервару». Карьеру продолжал в Швейцарии, играя за «Сьон», «Цюрих» и «Люцерн». Карьеру завершил в возрасте 32 лет.

### В сборной
Дебютировал за сборную Югославии 31 марта 1984 года в товарищеском матче против Венгрии в Суботице, отыграв первые 45 минут. Играл на Олимпиаде 1984 года, чемпионате Европы 1984 года и чемпионате мира 1990 года. Последний матч провёл на чемпионате мира 1990 года 10 июня против сборной Германии в Милане: немцы с разгромным счётом 4:1 обыграли югославов. Всего сыграл 29 матчей и забил три гола в играх за сборную.

## Стиль игры
Балич известен своим фирменным финтом под названием «Бицикло» (серб. Велосипед). Суть финта заключается в следующем: игрок совершает одной ногой круговое движение вокруг мяча, повторяет его другой ногой, потом снова делает это первой ногой и перебрасывает на другую ногу. Как говорил Балич, бразилец Роналдо в играх часто использовал этот финт.

## Личная жизнь
С 1990 года проживает в Швейцарии. Сын Омар играл за юношеские сборные Швейцарии.